# Neotragus batesi
Neotragus batesi — вид парнокопитних ссавців родини Бикові (Bovidae).

## Назва
Вид названий на честь американського натураліста Джорджа Латімера Бейтса.

## Поширення
Вид поширений у Західній і Центральній Африці. Ареал виду розділений на три частини:
- південний схід Нігерії, на схід від ріки Нігер до річки Крос;
- Камерун (на південь від річки Санага), південно-західна частина Центрально-Африканської Республіки (на захід від річки Санга), Габон, північно-західна і південно-західна частини Республіки Конго;
- північно-східна частина ДР Конго (північ і схід від Луалаби) та південно-західна частина Уганди.

## Опис
Вага становить 2-3 кг, довжина тіла 50-57 см, довжина хвоста 4,5-5 см. Роги є тільки у самців (3,8-5 см завдовжки). Спина насичено-каштанова, темніша, ніж боки. Підчерев'я біле, хвіст темно-коричневий. Самці, як правило, більші за самиць.

## Чисельність
Загалом популяція виду стабільна. За оцінками 1999 року чисельність виду становить 219 тис. особин.